# 馬拉桑 (酒)
《馬拉桑》是臺灣導演魏德聖執導的電影《海角七號》中，所出現的一個小米酒品牌，馬拉桑在阿美族語裡原本的意思是「喝醉了」。這項產品由南投縣信義鄉農會所研發、生產，其廣告標語為「千年傳統，全新感受」。是白色甜酒，味颇像市面酵母饮料，酒精浓度为12%。

## 起源與概要
2006年魏德聖為拍攝《海角七號》劇情的需要，商請南投縣信義鄉農會研發一種「有點俗、有點可愛，且具有在地感」的酒品，於是該單位以一個月的時間進行研發，推出名為「馬拉桑」的小米酒，並於前述電影上映後推出為實體商品，持續販賣至今。靠著該電影的一砲而紅，該項商品也賣到缺貨。

## 外部連結
- 信義鄉農會官方網站：馬拉桑 （页面存档备份，存于）
- 《海角七號》合作贊助商官方部落格 （页面存档备份，存于）
- 馬拉桑先生爆紅 南投小米酒沾光 （页面存档备份，存于）
- 馬拉桑小米酒 進軍日本